# Германия, бледная мать
«Германия, бледная мать» (нем. Deutschland, bleiche Mutter) — западногерманский фильм, вышедший на экраны в 1980 году. Съёмки проходили в Берлине и французском департаменте Иль и Вилен. Некоторые подвергают этот фильм критике за изображение в нём Второй мировой войны как войны, принёсшей страдание в основном самим немцам.

## Сюжет
Повествование в фильме ведётся от лица Анне — немки, родившейся во время Второй мировой войны. Она рассказывает о судьбе своих родителей и о своём детстве. Озвучивает голос взрослой Анне режиссёр фильма Хельма Сандерс-Брамс.
Лене и Ханс Бахи, родители Анне, познакомились и сыграли свадьбу незадолго до нападения нацистской Германии на Польшу. Молодая семья недолго была счастлива: вскоре после начала войны Ханса призывают в армию и отправляют в Польшу. Теперь молодожёны могут видеться лишь во время недолгих побывок молодого солдата. Несмотря на беременность Лене и рождение Анне, отношения супругов начинают охладевать.
Война кончается, Лене с сестрой и дочерью Анне оказываются на американской оккупационной зоне. Вскоре к ним возвращается и Ханс, но его отношения с Лене так и не становятся прежними: он сомневается в том, что во время его отсутствия жена хранила ему верность. Лене же считает, что Восточный фронт сделал из её прежнего милого и романтичного Ханса жестокого и бесчувственного человека. Женщина впадает в глубокую депрессию, от нервного стресса у неё наступает паралич лицевого нерва. Лене пытается покончить жизнь самоубийством, но в последний момент её останавливает дочь.

## Награды и номинации
В 1980 году фильм «Германия, бледная мать» был номинирован на Золотого медведя (высшая награда Берлинского кинофестиваля). В этом же году его режиссёр Хельма Сандерс-Брамс выиграла гран-при Международного женского кинофестиваля.

## Актёрский состав
- Эва Маттес — Лене Бах
- Эрнст Якоби — Ханс Бах
- Элизабет Штепанек[нем.] — Анне
- Ангелика Томас[нем.] — Лидия